# Emil Micu
Emil Micu (n. 15 iunie 1915, Bran, județul Brașov - d. 1980) a fost un istoric, scriitor și filosof român. 

## Viața și opera
Brașoveanul Emil Micu a urmat studiile liceale la Colegiul Național „Dr. Ioan Meșotă” din Brașov , iar studiile superioare la București, unde a studiat literele, filosofia și dreptul. În 1942 își ia doctoratul în istorie, iar în 1946 devine doctor în drept. Activitatea și-a desfășura-o în orașul natal, devenind în 1942, conferențiar la Academia de înalte studii comerciale și industriale din Brașov-Cluj, apoi director al Muzeului Bran din 1956, bibliograf la Biblioteca municipală Brașov din 1967, ulterior, director al Muzeului culturii românești din Șcheii Brașovului, începând cu 1969. 
În opera sa s-a ocupat de aspecte istorice și geografice din Țara Bârsei sau de subiecte de muzeografie. 

## Opera
Printre lucrările și articolele sale se numără:
- Contribuțiuni la istoricul regimentului grăniceresc întâi valah, București, 1943, 117 p.
- Memorandul, București, 1944, 37 p.
- Depresiunea Întorsurii Buzăului. Studiu geografic, istoric și economic, Brașov, 1947, IV 139
- Castelul Bran, București, 1957, 60 p.
- Activitatea revolutionară a lui Alexandra Bujor desfășurată în Italia pentru înfăptuirea statului național unitar roman (1848-1873), „Cumidava”, III (1969), p. 271-280.
- Tiparnița lui Petcu (Petre) Șoanul din Șcheii Brașovului și primele calendare în limba română, „Cumidava”, IV (1970), p. 465- 476.
- Cetatea țărănească a Râșnovului, Brașov, 1970, 38 p.